# Arkadij Sirenko
Arkadij Sirenko (russisk: Аркадий Васильевич Сире́нко) (født 27. oktober 1946 i Saratov i Sovjetunionen) var en sovjetisk filminstruktør og manuskriptforfatter.

## Filmografi
- Dvazjdy rozjdjonnyj (Дважды рождённый, 1983)[1][2]